# سپولگا ریور
سپولگا ریور (به انگلیسی: Sepulga River) رودخانه‌ای است که در ایالات متحده آمریکا جریان دارد.